# Grupo Niche

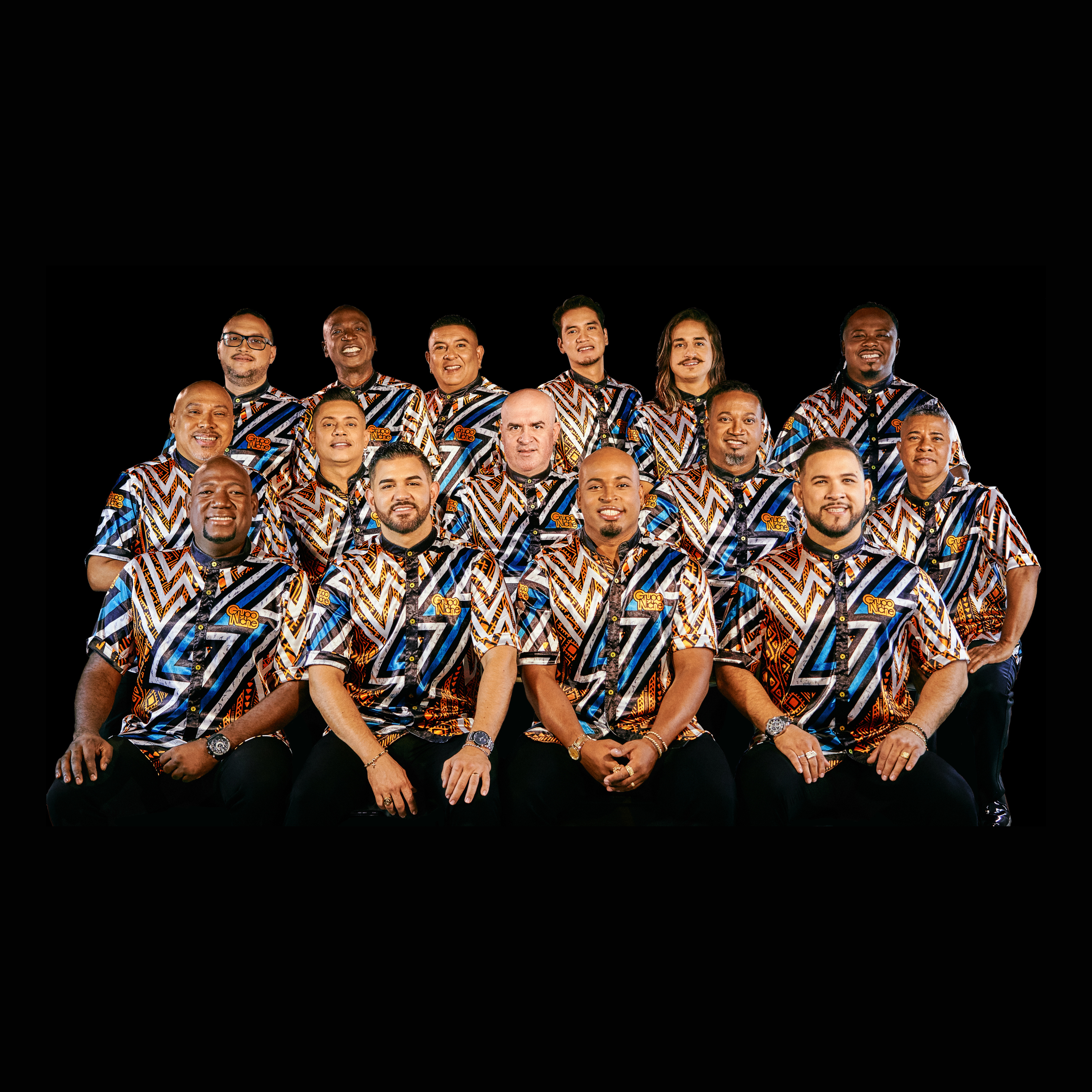
Grupo Niche

Grupo Niche est un groupe colombien de salsa fondé à Bogota par Jairo Varela Martinez en 1979, le groupe s'installe à Cali à partir de 1983.
Alexis Lozano, cofondateur de Grupo Niche a ensuite fondé Guayacán Orquesta.

## Discographie
- 1980 : Al pasito
- 1981 : Querer es poder
- 1982 : Preparate
- 1983 : Directo desde New York
- 1984 : No hay quinto malo
- 1985 : Se pasó (Triunfo)
- 1986 : Me huele a matrimonio
- 1986 : Con cuerdas
- 1987 : Historia musical
- 1988 : Tapando el hueco
- 1989 : Sutil y contundente
- 1990 : Cielo de tambores
- 1991 : Llegando al 100%
- 1991 : Tiempos De Ayer
- 1993 : 12 años
- 1994 : Un alto en el camino
- 1995 : Huellas del pasado
- 1996 : Etnia
- 1997 : A prueba de fuego
- 1998 : Señales de humo
- 1999 : Niche mix
- 2000 : A golpe de folklore
- 2000 : Millonarios De La Salsa
- 2001 : Propuesta
- 2001 : La danza de la chancaca
- 2002 : Control absoluto
- 2004 : Imaginación
- 2005 : Alive
- 2006 : Las Mas Sabrosas